# Endodonzia

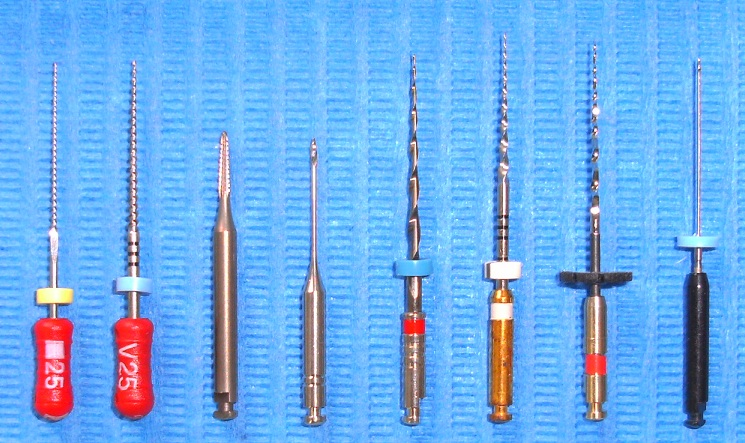
Tipi di strumenti usati nella pratica endodontica di tipo ortogrado, da sinistra a destra: manuale in acciaio (k-file), manuale in lega Ni-Ti (Verifier), rotanti in acciaio, punta non lavorante (fresa di Batt, fresa di Gates Glidden), rotanti in lega Ni-Ti (M-Two, ProTaper, RaCe, LightSpeed)

Con il termine endodonzia si intende quella branca dell'odontoiatria che si occupa della terapia dell'endodonto, ovvero lo spazio all'interno dell'elemento dentario, che contiene la polpa dentaria, costituita da componente cellulare, vasi e nervi.
Si ricorre alla terapia endodontica qualora una lesione cariosa o traumatica al dente abbia determinato una alterazione irreversibile del tessuto pulpare, fino alla necrosi dello stesso. È possibile inoltre ricorrere a questa metodica qualora l'elemento dentario debba essere coinvolto in riabilitazioni protesiche che, a causa della notevole riduzione di tessuto dentale stesso, determinerebbero con alta probabilità un'alterazione pulpare irreversibile (necrosi pulpare per cause iatrogene).

## Tecnica
Le tecniche endodontiche si dividono in terapia ortograda, quando è possibile operare attraverso il dente stesso, percorrendo le normali strade dei canali radicolari (terapia canalare o devitalizzazione e ritrattamento ortogrado), e retrograda, più comunemente indicata come endodonzia chirurgica, in passato con il termine apicectomia, per i casi in cui la via ortograda risulta preclusa per la presenza di impedimenti di natura iatrogena come perni endocanalari o strumenti rotti di difficile eliminazione, per processi di calcificazione tali da aver comportato la sostanziale sparizione del lume canalare, o per il ripetuto fallimento della terapia ortograda.
Il trattamento della polpa vitale, come gli incappucciamenti o le pulpotomie parziali nei denti decidui, vengono spesso inclusi sia nel campo dell'endodonzia che in quello dell'odontoiatria conservativa (e pedodonzia).

### Terapia ortograda
La terapia endodontica ortograda, comunemente chiamata terapia canalare o devitalizzazione, è composta da diverse fasi:
- accesso alla camera pulpare.
- sagomatura e detersione degli spazi endodontici tramite strumenti endodontici manuali (k-files, headstrom, reamers etc.) o meccanici (strumenti in acciaio come frese di Gates e Largo, o in nichel-titanio come M2, Pro-files, Pro Taper, Lightspeed etc.) e mediante soluzioni irriganti ad azione detergente e/o disinfettante (acqua ossigenata, ipoclorito di sodio, calcio-chelanti).
- sigillatura tridimensionale di tutte le strutture del canale (compresi canali laterali e delta apicale) tramite una gomma termoplastica (guttaperca) ed un cemento canalare autoindurente, secondo le tecniche di condensazione laterale a freddo, o condensazione verticale a caldo.
- controllo radiografico.

### Endodonzia chirurgica
Le tecniche chirurgiche prevedono il sollevamento di un lembo mucoperiosteo sul fornice vestibolare della bocca, in corrispondenza degli apici dei denti da raggiungere, e l'apertura di un opercolo attraverso l'osso per raggiungere l'apice da trattare. Questo viene fresato (da cui il termine una volta usato di apicectomia) utilizzando strumenti meccanici od ultrasonici, quindi viene eseguita la preparazione di una sede per la chiusura retrograda degli spazi endodontici tramite materiali adatti, oggigiorno cemento all'acido ortoetossibenzoico rinforzato o mineral triossido aggregato, preferito per le migliori caratteristiche di biocompatibilità, anche se più difficoltoso da utilizzare in alcune situazioni. L'operazione si conclude con la chiusura del lembo d'accesso, ricoprendo l'opercolo, che può essere o meno riempito con materiale riparativo osteogenetico, come osso autologo od analoghi sostitutivi. L'operazione viene normalmente eseguita in anestesia locale, se necessario con il supporto di sedazione cosciente.

## L'endodontista
L'endodontista è un medico odontoiatra che si occupa prevalentemente o esclusivamente di endodonzia; i suoi atti terapeutici sono inerenti alla polpa dentaria o endodonto.
I principali interventi riguardano i trattamenti canalari per denti con polpa necrotica o in gangrena, devitalizzazioni di denti compromessi da carie profonda o traumi, pulpotomie, apicificazioni, incappucciamenti della polpa ed interventi di endodonzia chirurgica.